# In for the Kill! (álbum de Budgie)
In for the Kill! es el cuarto álbum de estudio de la banda galesa Budgie, lanzado por MCA Records en mayo de 1974. 

## Detalles
El álbum incluye una regrabación de la canción "Crash Course in Brain Surgery", lanzada originalmente en 1971 como sencillo. La misma es conocida por formar parte del E.P. de Metallica The $5.98 E.P.: Garage Days Re-Revisited. 
Van Halen en sus primeros años realizó un cover del tema que da nombre a este álbum.

## Listado de canciones

### Lado A
| N.º   | Título                          | Escritor(es)                             | Duración |  |
| 1.    | «In For The Kill»               | Burke Shelley, Tony Bourge               | 6:32     |  |
| 2.    | «Crash Course In Brain Surgery» | Burke Shelley, Tony Bourge, Ray Phillips | 2:39     |  |
| 3.    | «Wondering What Everyone Knows» | Burke Shelley, Tony Bourge               | 2:57     |  |
| 4.    | «Zoom Club»                     | Burke Shelley, Tony Bourge               | 9:56     |  |
| 22:04 |                                 |                                          |          |  |

### Lado B
| N.º   | Título                 | Escritor(es)               | Duración |  |
| 5.    | «Hammer And Tongs»     | Burke Shelley, Tony Bourge | 6:58     |  |
| 6.    | «Running From My Soul» | Burke Shelley, Tony Bourge | 3:40     |  |
| 7.    | «Living On Your Own»   | Burke Shelley, Tony Bourge | 8:55     |  |
| 19:33 |                        |                            |          |  |

## Personal
- Burke Shelley - Bajo, voz.
- Tony Bourge - Guitarras.
- Pete Boot - Batería.

## Otros créditos
- Kingsley Ward - Ingeniería.
- Pat Maran - Ingeniería.

Arte y diseño
- John Pasche - Diseño.
- Phil Jude - Fotografía de cubierta.
- Ian Dickson - Fotografía.

- Datos: Q3043565